# Echinamoebida
Ordre
Les Echinamoebida sont un ordre d'amibozoaires (amibes) de la classe des Tubulinea.

## Liste des familles
Selon IRMNG (31 janvier 2025) :
- Echinamoebidae Page, 1975
- Vermamoebidae Cavalier-Smith & Smirnov in Smirnov, Chao, Nassonova & Cavalier-Smith, 2011

Selon The Taxonomicon (31 janvier 2025) :
- Echinamoebidae Page, 1975
- Vermamoebidae Cavalier-Smith & Smirnov, 2011

## Systématique
Le nom valide complet (avec auteur) de ce taxon est Echinamoebida Cavalier-Smith in Cavalier-Smith et al., 2004 emend. (en) stat. nov. Smirnov et al., 2011.